# Иносберг Фолс (Вермонт)
Иносберг Фолс (енгл. Enosburg Falls) град је у америчкој савезној држави Вермонт.

## Демографија
По попису из 2010. године број становника је 1.329, што је 144 (-9,8%) становника мање него 2000. године.
| Група             | 2000.         | 2010.         |
| Белци             | 1.409 (95,7%) | 1.289 (97,0%) |
| Афроамериканци    | 2 (0,1%)      | 4 (0,3%)      |
| Азијати           | 3 (0,2%)      | 1 (0,1%)      |
| Хиспаноамериканци | 18 (1,2%)     | 8 (0,6%)      |
| Укупно            | 1.473         | 1.329         |